# 天主教阿姆劳蒂教区
天主教阿姆勞蒂教區 （拉丁語：Dioecesis Amravatensis）是羅馬天主教的一個教區，包括印度馬哈拉施特拉邦東北部阿姆勞蒂專區共五縣，受天主教那格浦爾總教區管轄。
教區成立於1955年5月8日。2012年有教友5,054名，佔轄區總人口少於百分之0.1。由四十名司鐸名管理十九個堂區。現任教區主教為埃利亞斯‧岡薩維斯。